# Dystrykt Soroti
Dystrykt Soroti – dystrykt we wschodniej Ugandzie, którego siedzibą administracyjną jest miasto Soroti. W 2014 roku liczy 296,8 tys. mieszkańców.
Dystrykt Soroti graniczy z następującymi dystryktami: na północy z Amurią, na wschodzie z Katakwi, na południowym–wschodzie z Ngora, na południu z Serere i na zachodzie z Kaberamaido.
Dystrykt jest głównie domem dla plemion Teso i Kumam.